# Régime nivo-glaciaire

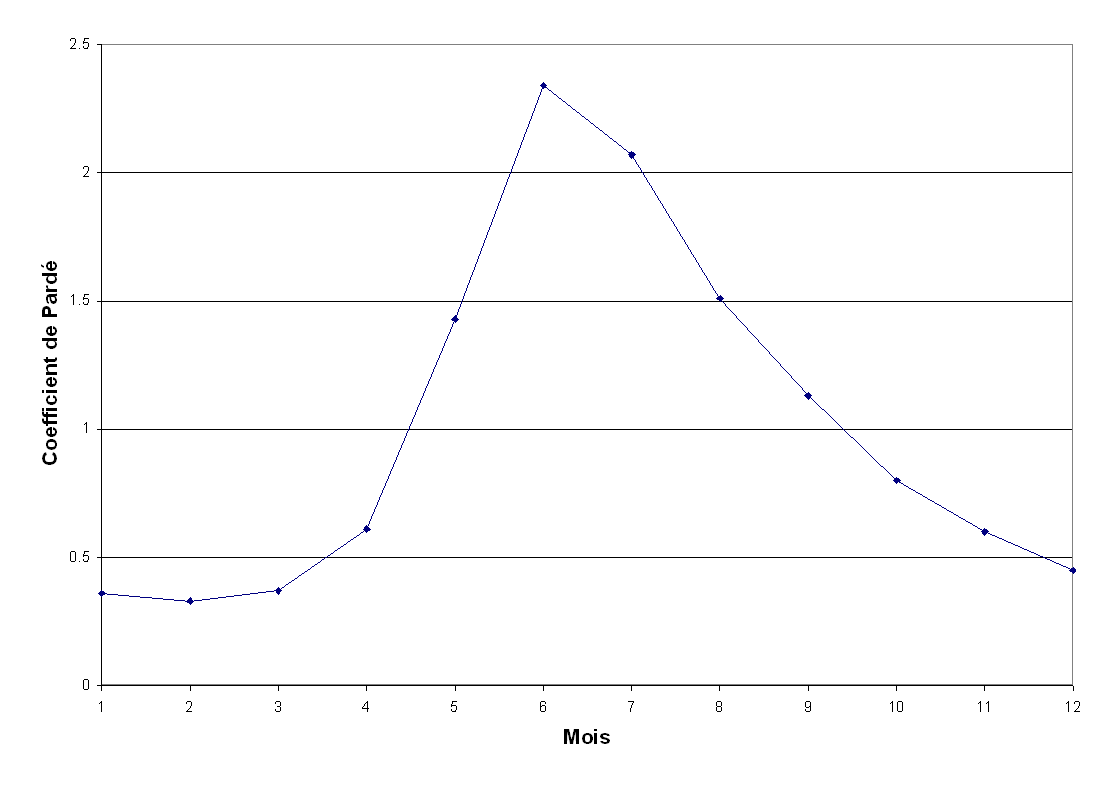
Le régime nivo-glaciaire de l'Albula.

Le régime nivo-glaciaire est un régime hydrologique caractérisant le module d'un cours d'eau. Ce régime est caractérisé par un maximum plutôt localisé entre les mois de mai, juin et juillet dans l'hémisphère nord, provoqué par la fonte des neiges puis par la fonte des glaces. 

## Sources
- École polytechnique fédérale de Lausanne, Les régimes hydrologiques.